# نوکتورن: آلبوم پیانو
نوکتورن: آلبوم پیانو (Nocturne: The Piano Album) یک آلبوم استودیویی از موسیقی‌دان و آهنگساز یونانی ونگلیس است که در ۲۵ ژانویه ۲۰۱۹ توسط دکا رکوردز منتشر شد. این یک آلبوم تکنوازی پیانو از ۱۱ آهنگ جدید به همراه بازاجرای آهنگ‌های مختلف از کارهای انفرادی خود، از جمله آهنگ «ارابه‌های آتش» از ارابه‌های آتش و «تم عشق» از بلید رانر است.

## زمینه
همان‌طور که عنوان نشان می‌دهد، ونگلیس برای ضبط موسیقی از حس و حال شبانه الهام گرفته‌است. موسیقی از آلبوم توسط افرادی که عکس‌های ماه را گرفته‌اند و آنها را به وب سایت اختصاصی آلبوم ارسال می‌کنند.
«گردش شبانه» اولین تک آهنگ آلبوم است.

## لیست آهنگ
| شماره | نام                                                            | مدت  |
| ----- | -------------------------------------------------------------- | ---- |
| ۱.    | «Nocturnal Promenade»                                          | ۵:۵۱ |
| ۲.    | «To the Unknown Man» (From Spiral)                             | ۵:۱۴ |
| ۳.    | «Movement Nine» (From Mythodea)                                | ۳:۴۸ |
| ۴.    | «Moonlight Reflections»                                        | ۳:۱۰ |
| ۵.    | «Through the Night Mist»                                       | ۵:۱۲ |
| ۶.    | «Early Years»                                                  | ۳:۳۲ |
| ۷.    | «Love Theme» (From Blade Runner)                               | ۶:۰۵ |
| ۸.    | «Sweet Nostalgia»                                              | ۳:۳۸ |
| ۹.    | «Intermezzo»                                                   | ۳:۴۵ |
| ۱۰.   | «To a Friend»                                                  | ۵:۲۳ |
| ۱۱.   | «La Petite Fille de la Mer» (From L'Apocalypse des animaux)    | ۴:۴۵ |
| ۱۲.   | «Longing»                                                      | ۳:۴۵ |
| ۱۳.   | «Chariots of Fire» (From Chariots of Fire)                     | ۵:۲۶ |
| ۱۴.   | «Unfulfilled Desire»                                           | ۴:۲۴ |
| ۱۵.   | «Lonesome»                                                     | ۵:۵۰ |
| ۱۶.   | «1492: Conquest of Paradise» (From 1492: Conquest of Paradise) | ۴:۵۱ |
| ۱۷.   | «Pour Melia»                                                   | ۱:۱۱ |